# Denbury
Denbury är en by i civil parish Denbury and Torbryan, i distriktet Teignbridge, i grevskapet Devon i England. Byn är belägen 25,7 km från Exeter. Orten har 736 invånare (2015). Denbury var en civil parish fram till 1885 när blev den en del av Torbryan. Civil parish hade 331 invånare år 1881. Byn nämndes i Domedagsboken (Domesday Book) år 1086, och kallades då Deveneberie/Devenaberia.